# Габбл (телескоп)
Космічний телескоп «Габбл» або космічний телескоп Габбла (англ. Hubble Space Telescope, HST) — американський оптичний телескоп, розташований на навколоземній орбіті з 1990 року. Спільний проєкт NASA і Європейського космічного агентства (ЄКА). Телескоп названо на честь американського астронома Едвіна Габбла.
Телескоп «Габбл» — унікальна багатоцільова орбітальна обсерваторія, найбільша серед запущених у космос у XX столітті. Є першим апаратом із серії «Великі обсерваторії». Попри невдалий початок роботи — телескоп запущено на орбіту з дефектом головного дзеркала — зусиллями космічної експедиції дефект удалося майже повністю компенсувати, що надало змогу наблизитися до розрахункових характеристик. Подальші експедиції далі вдосконалили телескоп. За його допомогою здійснено багато важливих спостережень.
Станом на 2018 рік телескоп працює і може використовуватися до 2030-х —2040-х років.
Його наступник, телескоп «Джеймс Вебб» (JWST), планувався до запуску ще у 2007 році. Після декількох перенесень

 NASA оголосило нову дату запуску — 18 грудня 2021 року

. Остаточною датою запуску телескопа JWST визначено 25 грудня 2021 року. Апарат запущено в космос о 12:20 UTC ракетою-носієм Аріан-5 з космодрома Куру, розташованого у Французькій Гвіані.

## Історія

### Передісторія, концепції, ранні проєкти
Перша згадка концепції орбітального телескопа зустрічається в книзі Германа Оберта «Ракета до міжпланетного простору» (нім. «Die Rakete zu den Planetenraumen», 1923).
В 1946 році американський астрофізик Лаймен Спітцер опублікував статтю «Астрономічні переваги позаземної обсерваторії» (англ. Astronomical advantages of an extra-terrestrial observatory). У статті зазначено дві головні переваги такого телескопа:
1. його кутова роздільна здатність обмежена лише дифракцією, а не турбулентними потоками в атмосфері; на той час роздільна здатність наземних телескопів була від 0,5 до 1,0 кутової секунди, тоді як теоретична межа роздільної здатності за дифракцією для телескопа із дзеркалом 2,5 м становить близько 0,1 кутової секунди.
2. космічний телескоп міг би здійснювати спостереження в інфрачервоному та ультрафіолетовому діапазонах, в яких поглинання випромінювання земною атмосферою вельми значне[11].

Спітцер присвятив значну частину своєї наукової кар'єри просуванню проєкту. У 1962 році Національною академією наук США опубліковано доповідь, яка рекомендувала внести розробку орбітального телескопа до космічної програми, і 1965 року Спітцера було призначено головою комітету, до компетенції якого входило визначення наукових завдань для великого космічного телескопа.
Космічна астрономія стала розвиватися після закінчення Другої Світової війни. 1946 року вперше було отримано ультрафіолетовий спектр Сонця. Орбітальний телескоп для досліджень Сонця було запущено Великою Британією 1962 року в рамках програми «Аріель», а 1966 року NASA запустила в космос першу орбітальну обсерваторію OAO-1 (англ. Orbiting Astronomical Observatory). Місія не здобула успіху через відмову акумуляторів через три дні після старту. 1968 року було запущено OAO-2, яка здійснювала спостереження ультрафіолетового випромінювання зір і галактик аж до 1972 року, значно перевищивши розрахунковий термін експлуатації в 1 рік.
Місії OAO послужили наочною демонстрацією ролі, яку можуть відіграти орбітальні телескопи, і 1968 року NASA затвердила план будівництва телескопа-рефлектора з дзеркалом діаметром 3 м. Проєкт отримав умовну назву LST (англ. Large Space Telescope). Запуск планувався на 1972 рік. Програма підкреслювала необхідність регулярних пілотованих експедицій для обслуговування телескопа з метою забезпечення тривалої роботи дорогого приладу. Програма Спейс Шатл, що розвивалася паралельно, давала надію на відповідну можливість.

### Боротьба за фінансування проєкту
Завдяки успіху програми ОАО в астрономічному товаристві склався консенсус щодо того, що будівництво великого орбітального телескопа має стати пріоритетним завданням. 1970 року NASA заснувало два комітети: один — для вивчення і планування технічних аспектів, завданням другого була розробка програми наукових досліджень. Наступною серйозною перепоною було фінансування проєкту, витрати на який мали перевершити вартість будь-якого наземного телескопа. Конгрес США поставив під сумнів багато статей запропонованого кошторису і істотно скоротив асигнування, спочатку припускаючи масштабні дослідження інструментів і конструкції обсерваторії. 1974 року, у межах ініційованої президентом Фордом програми скорочень витрат бюджету, Конгрес повністю скасував фінансування проєкту.
У відповідь на це астрономи розгорнули широку кампанію лобіювання. Багато вчених особисто зустрілися з сенаторами і конгресменами, було також проведено кілька значних розсилок листів на підтримку проєкту. Національна Академія Наук опублікувала доповідь, в якій було підкреслено важливість створення великого орбітального телескопа, і, в результаті, сенат погодився виділити половину коштів за бюджетом, затвердженим Конгресом спочатку.
Фінансові проблеми привели до скорочень, головним з яких було рішення зменшити діаметр дзеркала з 3 до 2,4 м, для скорочення витрат і отримання компактнішої конструкції. Також було скасовано проєкт телескопа з півтораметровим дзеркалом, який передбачалося запустити з метою тестування і налагодження систем, і ухвалено рішення про кооперацію з Європейським космічним агентством. ЄКА погодилася брати участь у фінансуванні, а також надати деякі інструменти і сонячні батареї для обсерваторії, натомість за європейськими астрономами резервувалося не менше 15 % часу спостережень. 1978 року Конгрес затвердив фінансування у розмірі	$36 млн і відразу після цього почалися повномасштабні роботи з проєктування. Запуск планувався на 1983 рік. На початку 80-х телескоп отримав ім'я Едвіна Габбла.

### Організація проєктування і будівництва
Роботу зі створення космічного телескопа було поділено між багатьма компаніями і установами. Космічний центр Маршалла відповідав за розробку, проєктування і будівництво телескопа, Центр космічних польотів Годдарда здійснював загальне керівництво розробкою наукових приладів і його було обрано як наземний центр керування. Центр Маршалла уклав контракт з компанією Перкін-Елмер (англ. Perkin-Elmer) на проєктування і виготовлення оптичної системи телескопа (англ. Optical Telescope Assembly (OTA)) і датчиків точного наведення. Корпорація Локхід отримала контракт на будівництво космічного апарата для телескопа.

### Виготовлення оптичної системи

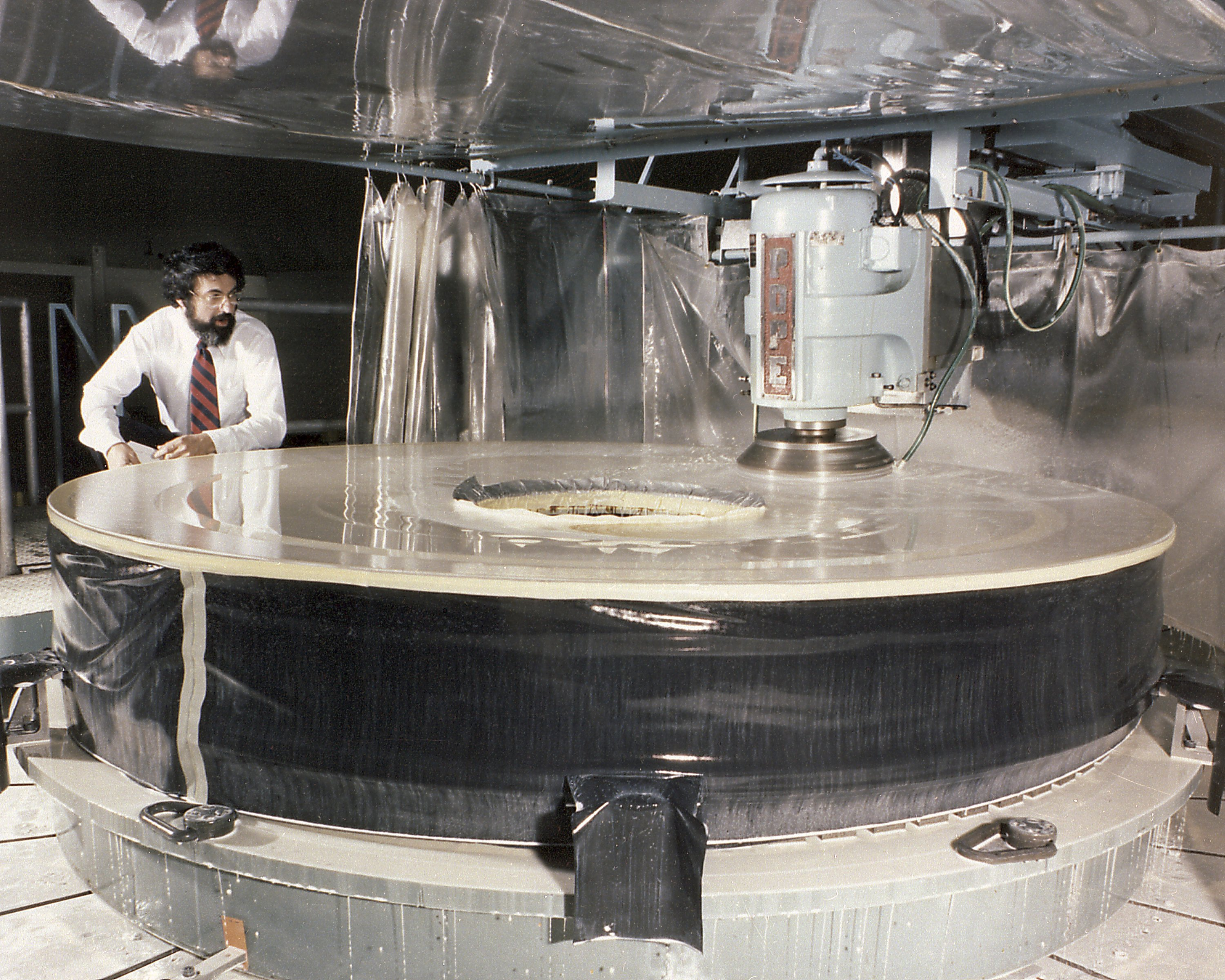
Полірування головного дзеркала телескопа, лабораторія компанії Перкін-Елмер, травень 1979

Дзеркало і оптична система в цілому були найважливішими частинами конструкції телескопа, і до них висувалися особливо жорсткі вимоги. Зазвичай дзеркала телескопів виготовляють з допуском приблизно в десяту частину довжини хвилі видимого світла, але оскільки космічний телескоп призначався для спостережень у діапазоні від ультрафіолетового до інфрачервоного, а роздільна здатність мала бути вдесятеро вищою, ніж у наземних приладів, допуск для виготовлення його головного дзеркала було встановлено в 1/20 довжини хвилі видимого світла (приблизно 30 нанометрів).

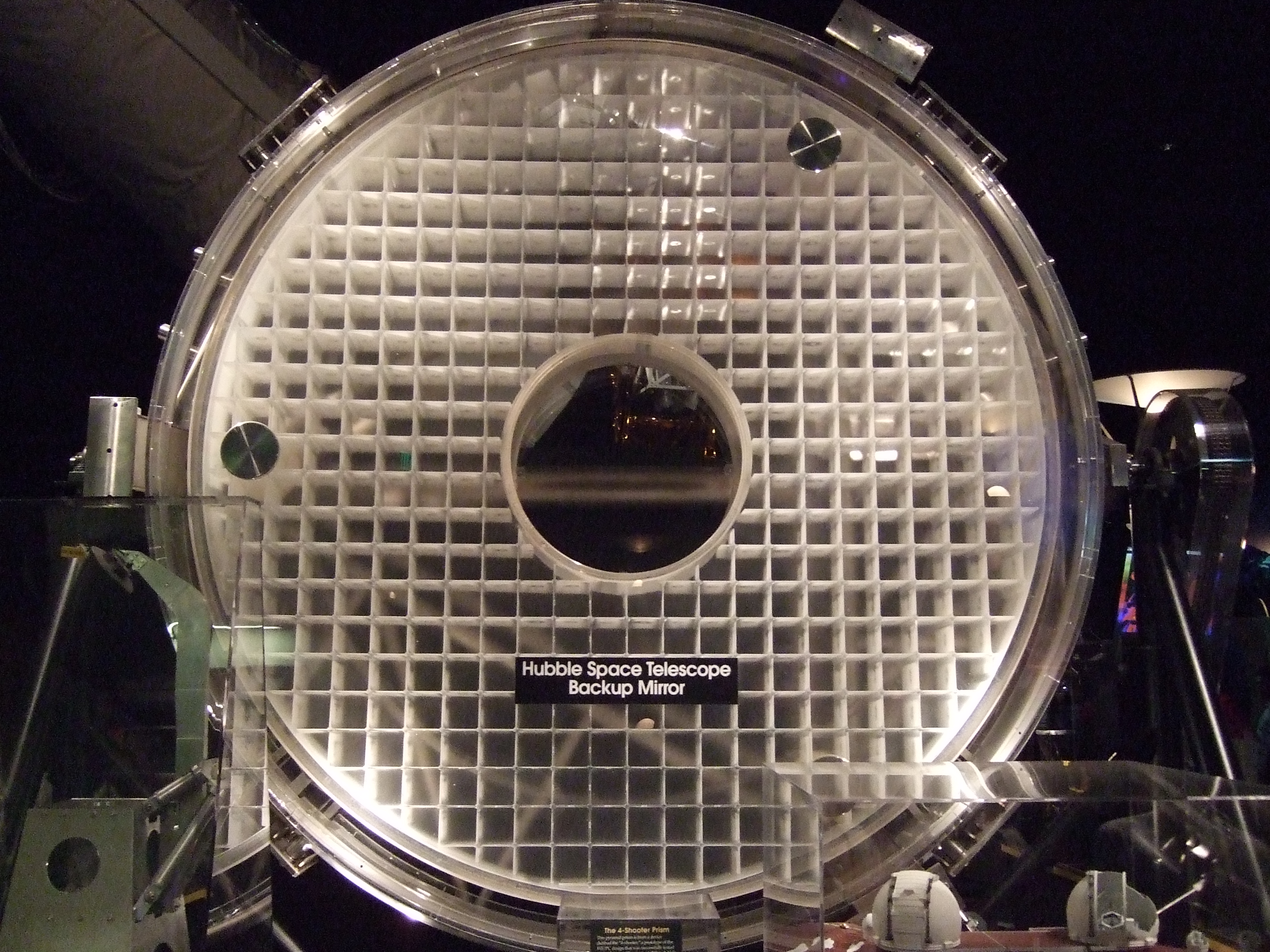
Резервне дзеркало телескопа, Смітсоновський музей авіації і космонавтики, Вашингтон

Компанія «Перкін-Елмер» мала намір застосувати нові верстати із числовим програмним керуванням для виготовлення дзеркала заданої форми. Компанія «Кодак» отримала контракт на виготовлення запасного дзеркала із використанням традиційних методів полірування, на випадок непередбачених проблем з неапробованими технологіями (дзеркало, виготовлене компанією «Кодак» наразі міститься в експозиції музею Смітсонівського інституту). Роботи над основним дзеркалом почалися 1979 року, для виготовлення застосовано скло з наднизьким коефіцієнтом розширення. Для зменшення ваги дзеркало складалося з двох поверхонь — нижньої та верхньої —, сполучених ґратчастою конструкцією стільникової структури.
Роботи з полірування дзеркала тривали до травня 1981 року, при цьому було порушено початкові терміни та значно перевищено бюджет. У звітах NASA того періоду висловлюються сумніви в компетентності керівництва компанії «Перкін-Елмер» та її здатності успішно завершити проєкт такої важливості і складності. З метою економії коштів NASA скасувала замовлення на резервне дзеркало і перенесла дату запуску на жовтень 1984 року. Остаточно роботи завершилися до кінця 1981 року після нанесення відбивального покриття з алюмінію завтовшки 75 нм і захисного покриття з фториду магнію завтовшки 25 нм.
Попри завершення робіт, сумніви в компетентності «Перкін-Елмер» залишалися, оскільки терміни закінчення робіт над рештою компонентів оптичної системи постійно зсувалися, а бюджет проєкту зростав. Графіки робіт, що надавалися компанією, NASA схарактеризувала як «невизначені й такі, що змінюються щодня», і запуск телескопа було відкладено до квітня 1985 року. Однак терміни продовжували зриватися, затримка зростала кожного кварталу в середньому на місяць, а на завершальному етапі — на день щодня. NASA була вимушена ще двічі перенести старт, спочатку — на березень, а потім — на вересень 1986 року. На той час загальний бюджет проєкту зріс до 1,175 млрд доларів США.

### Космічний апарат

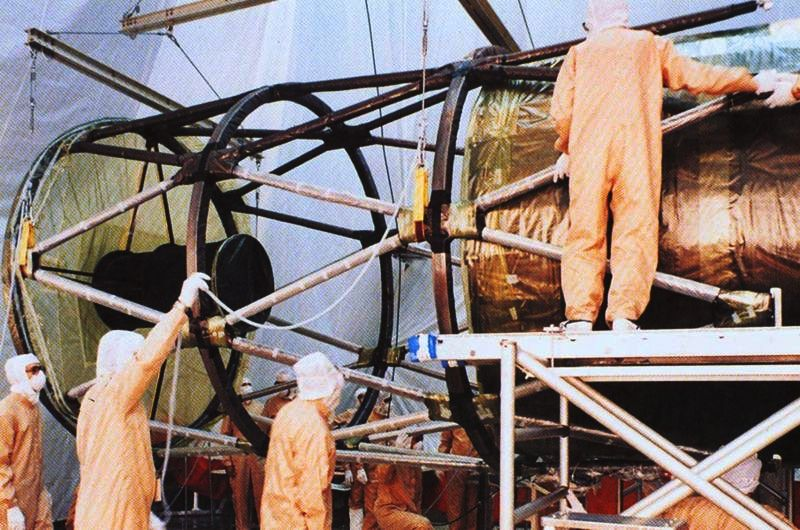
Початкові етапи робіт над космічним апаратом, 1980

Іншою складною інженерною проблемою було створення космічного корабля для телескопа і решти приладів. Основними вимогами були захист устаткування від постійних перепадів температур (через нагрів від прямого сонячного освітлення та охолодження в тіні Землі), а також особливо точне орієнтування телескопа. Телескоп змонтовано усередині легкої алюмінієвої капсули, яку вкрито багатошаровою термоізоляцією, що забезпечує стабільну температуру. Жорсткість капсули і кріплення приладів забезпечує внутрішня просторова рама з вуглецевого волокна.
Хоча роботи зі створення космічного апарата здійснювалися успішніше, ніж виготовлення оптичної системи, Локхід також припустилася деякого відставання від графіка і перевищення бюджету. До травня 1985 року перевитрата коштів склала близько 30 % від початкового обсягу, а відставання від плану — 3 місяці. У підготовленій Космічним центром Маршалла доповіді наголошувалося, що під час проведення робіт компанія не виявляє ініціативи, воліючи покладатися на вказівки NASA.

### Координація досліджень і управління польотом
1983 року, після деякого протистояння між NASA і науковою спільнотою, було засновано Науковий інститут космічного телескопа (англ. STScI). Інститут керується Асоціацією університетів з астрономічних досліджень (англ. AURA) і розташовується в кампусі університету Джона Гопкінса в Балтіморі, штат Меріленд. Університет Гопкінса — один серед 32 американських університетів та іноземних організацій, що входять до асоціації. Науковий інститут космічного телескопа відповідає за організацію наукових робіт і забезпечення доступу астрономів до отриманих даних — функції, які NASA хотіла залишити під своїм контролем, але вчені воліли передати їх академічним установам.
Європейський координаційний центр космічного телескопа було засновано 1984 року в місті Гархінг (нім. Garching bei München), Німеччина для надання аналогічних можливостей європейським астрономам.
Керування польотом було покладено на Центр космічних польотів Годдарда, розташований у місті Грінбелт, Меріленд за 48 км від Наукового інституту космічного телескопа. За функціонуванням телескопа ведеться цілодобове позмінне спостереження чотирма групами фахівців.
Технічний супровід здійснюється NASA і компаніями—контакторами через Центр Годдарда.

## Запуск і початок роботи

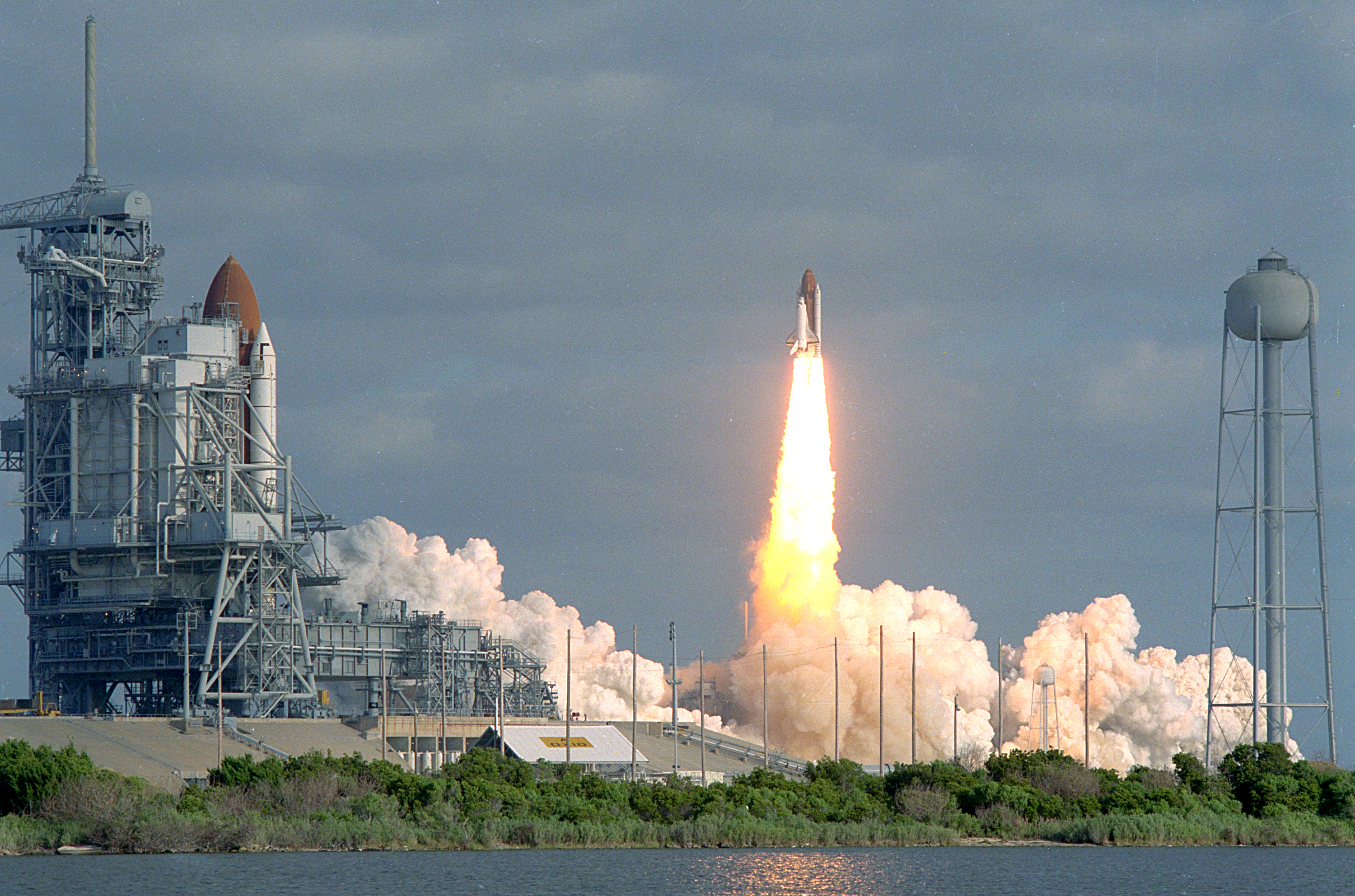
Старт шатла «Дискавері» з космічним телескопом «Габбл» на борту

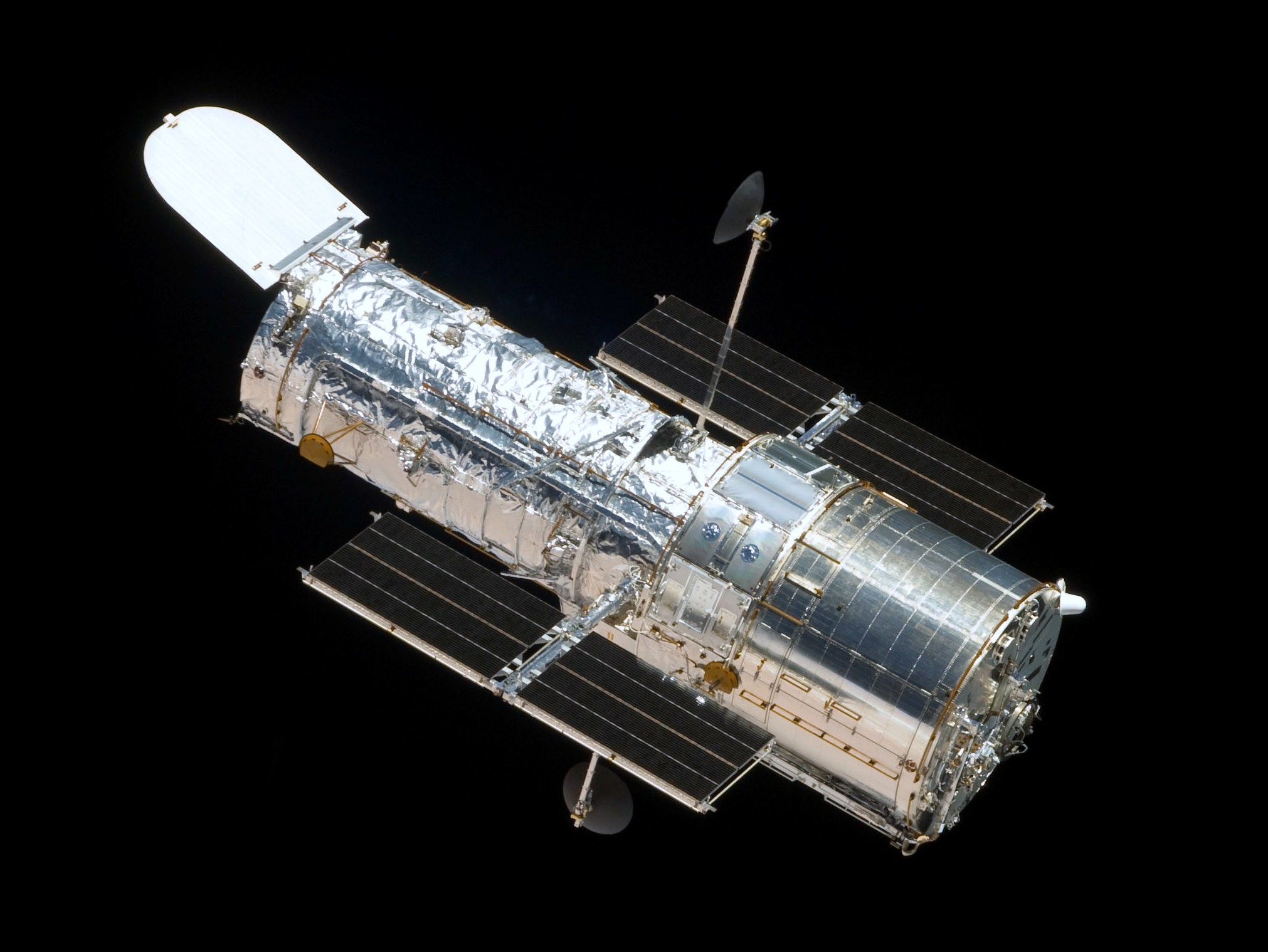
Космічний телескоп «Габбл» на орбіті, побачений з космічного корабля «Атлантіс» 2009 року

Запуск космічного телескопа на орбіту планувався на жовтень 1986 року, але 28 січня катастрофа «Челленджера» призупинила програму «Спейс Шатл» на декілька років, і запуск довелося відкласти. Вимушена затримка дозволила здійснити низку вдосконалень: сонячні батареї було замінено на ефективніші, модернізовано бортовий обчислювальний комплекс і системи зв'язку, а також змінено конструкцію кормового захисного кожуха з метою полегшити обслуговування телескопа на орбіті. Весь цей час частини телескопа зберігалися в приміщеннях зі штучно очищеною атмосферою, що збільшило витрати на проєкт.
Після відновлення польотів шатлів 1988 року запуск було остаточно призначено на 1990 рік. Перед запуском пил, що накопичився на дзеркалі, було видалено за допомогою стиснутого азоту, здійснено ретельне тестування всіх систем.
Шатл «Дискавері» STS-31 стартував 24 квітня 1990 року і наступного дня вивів телескоп на розраховану орбіту.
Від початку проєктування до запуску було витрачено 2,5 млрд доларів США (за початкового бюджету в 400 млн). Загальні витрати на проєкт станом на 1999 рік оцінюються у $6 млрд з американської сторони та €593 млн, які було сплачено ЄКА.

### Прилади, встановлені на час запуску
На момент запуску на борту було встановлено шість наукових приладів:
- Ширококутна і планетарна камера (англ. Wide Field and Planetary Camera, WFPC). Камеру було сконструйовано в Лабораторії реактивного руху NASA. Її було оснащено набором із 48 світлофільтрів для виділення ділянок спектру, що становлять особливу цікавість для астрофізичних спостережень. Прилад мав 8 ПЗЗ-матриць, розподілених між двома камерами (кожна мала по 4 матриці). Ширококутна камера мала великий кут огляду, тоді як Планетарна камера мала більшу фокусну відстань, і, отже, давала збільшене зображення.
- Спектрограф високої роздільної здатності Годдарда (англ. Goddard High Resolution Spectrograph (GHRS)). Спектрограф призначався для роботи в ультрафіолетовому діапазоні. Прилад було створено у центрі космічних польотів Годдарда, його спектральна роздільна здатність досягала 90 000 ліній[18].
- Камера знімання тьмяних об'єктів (англ. Faint Object Camera (FOC)). Прилад розроблено ЄКА. Камера призначалася для зйомки об'єктів в ультрафіолетовому діапазоні з високою роздільною здатністю (до 0,05").
- Спектрограф тьмяних об'єктів (англ. Faint Object Spectrograph (FOS)). Призначався для дослідження особливо тьмяних об'єктів в ультрафіолетовому діапазоні.
- Високошвидкісний фотометр (англ. High Speed Photometer (HSP)). Розроблений в університеті Вісконсіна, призначався для спостережень за змінними зірками та іншими об'єктами з яскравістю, що змінюється. Міг виконувати до 10000 вимірів на секунду із точністю близько 2 %.
- Датчики точного наведення (англ. Fine Guidance Sensors) можуть застосовуватися з науковою метою, забезпечуючи астрометрію з точністю до кутової мілісекунди. Це дозволяє обчислювати паралакс і власний рух об'єктів із точністю до 0,2 кутової мілісекунди і спостерігати орбіти подвійних зірок із кутовим діаметром до 12 мілісекунд[19].

### Дефект головного дзеркала
Вже в перші тижні після початку роботи отримані зображення продемонстрували серйозну проблему в оптичній системі телескопа. Хоча якість зображень була кращою, ніж у наземних телескопів, «Габбл» не міг досягти заданої чіткості, і допуск знімків був значно гірший від очікуваного. Зображення точкових джерел мали радіус понад одну кутову секунду замість фокусування в коло діаметром 0,1 секунди, згідно зі специфікацією.
Аналіз зображень виявив, що джерелом проблеми є неправильна форма головного дзеркала. Попри те, що його було розраховано, мабуть, найточніше з будь-коли створених, а допуск не перевищував 1/20 довжини хвилі видимого світла, його було виготовлено занадто пласким по краях. Відхилення поверхні від заданої форми становило лише 2 мікрометри, але результат виявився катастрофічним — сильна сферична аберація (оптичний дефект, коли світло, відбите від країв дзеркала, фокусується в іншій точці, ніж світло, відбите центральними ділянками дзеркала).
Вплив дефекту на астрономічні дослідження залежав від типу спостережень — характеристики розсіювання були достатні для здійснення унікальних спостережень яскравих об'єктів із досить високою роздільною здатністю, також практично не постраждала і спектроскопія. Проте, втрата значної частини світлового потоку через розфокусування значно зменшила придатність телескопа для спостережень тьмяних об'єктів і отримання зображень з високою контрастністю. Отже, практично всі космічні програми стали просто нездійсненними, оскільки вимагали спостережень тьмяних об'єктів.

### Причини дефекту
Аналізуючи зображення точкових джерел світла, астрономи встановили, що конічна постійна дзеркала становить −1,0139 (замість потрібної −1,00229). Таке ж число було отримано шляхом перевірки нуль-коректорів (приладів для виміру кривини полірованої поверхні з високою точністю), застосованих компанією «Перкін-Елмер», а також з аналізу інтерферограм, отриманих у процесі наземного тестування дзеркала.
Комісія, очолювана Лю Алленом (англ. Lew Allen), директором Лабораторії реактивного руху, встановила, що дефект виник внаслідок помилки під час монтажу головного нуль-коректора, польову лінзу якого було зсунуто на 1,3 мм щодо правильного розташування. Зсув стався з вини техніка, що збирав прилад. Він помилився під час роботи з лазерним вимірювачем, що застосовувався для точного розташування оптичних елементів приладу, а коли після закінчення монтажу помітив непередбачену щілину між лінзою та конструкцією, що підтримує її, то просто вставив звичайну металеву шайбу.
У процесі полірування дзеркала його поверхня перевірялася за допомогою двох інших нуль-коректорів, кожен з яких правильно вказував на наявність сферичної аберації. Ці перевірки було передбачено саме для запобігання серйозним оптичним дефектам. Незважаючи на чіткі інструкції з контролю якості, компанія проігнорувала результати вимірювань, воліючи вірити, що два нуль-коректори менш точні, ніж головний, виміри якого свідчили про ідеальну форму дзеркала. Комісія поклала провину за подію в першу чергу на виконавця. Стосунки між оптичною компанією і NASA серйозно погіршилися в процесі роботи над телескопом через постійний зрив графіка робіт і перевитрати коштів. NASA встановила, що компанія не ставилася до робіт над дзеркалом як до основної частини свого бізнесу, і перебувала в упевненості, що замовлення не може бути передано іншому підрядникові після початку робіт.
Хоча комісія піддала компанію суворій критиці, частину відповідальності покладено також на NASA, в першу чергу за нездатність виявити серйозні проблеми з контролем якості та порушення процедур з боку виконавця.

### Пошуки рішення
Оскільки дизайн телескопа від початку передбачав обслуговування на орбіті, учені негайно почали пошук потенційного рішення, яке можна було б застосувати під час першої технічної місії, запланованої на 1993 рік. Хоча Кодак завершив виготовлення запасного дзеркала для телескопа, заміна його в космосі не видавалася можливою, а знімати телескоп з орбіти для заміни дзеркала на Землі було б надто довго і дорого. Той факт, що дзеркало було відполіровано до неправильної форми з високою точністю, привів до ідеї розробити новий оптичний компонент, який би виконував зворотне перетворення, еквівалентне помилці. Новий пристрій працював би для телескопа подібно до окулярів, коригуючи сферичну аберацію.
Через різницю в конструкції приладів потрібно було розробити два різні коригувальні пристрої. Один призначався для Широкоформатної і Планетарної камери, яка мала спеціальні дзеркала, що спрямовували світло на її сенсори, і корекція могла здійснюватися за рахунок використання дзеркал особливої форми, які б компенсували аберацію. Відповідну заміну було передбачено в конструкції нової Планетарної камери. Інші прилади не мали проміжних відзеркалюючих поверхонь, і, таким чином, потребували зовнішнього коригувального пристрою.

### Система оптичної корекції (COSTAR)

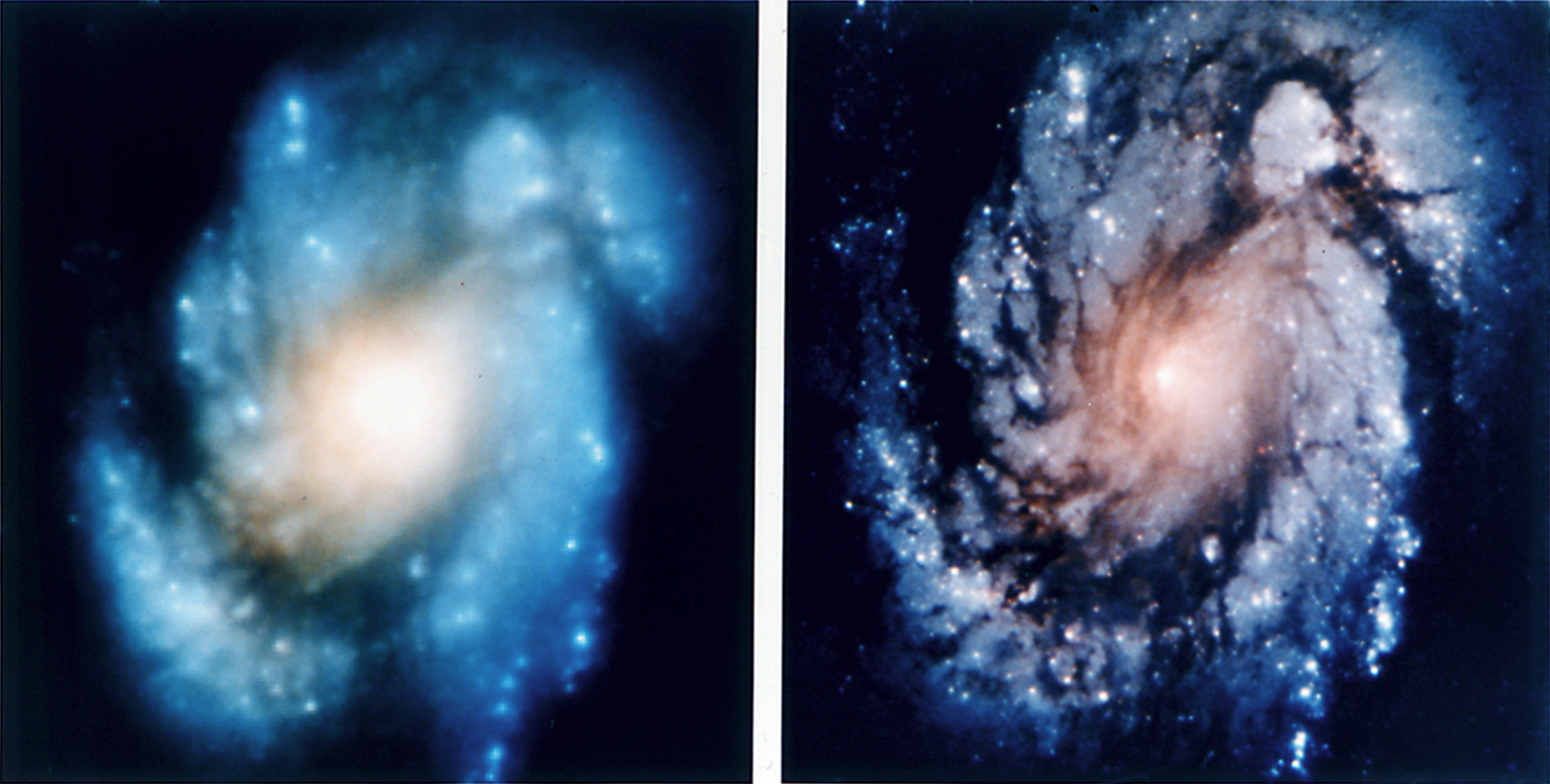
Коректування аберації телескопа. Знімок галактики М100 до і після встановлення COSTAR

Система, призначена для коригування сферичної аберації, отримала назву COSTAR і складалася з двох дзеркал, одне з яких компенсувало дефект. Для встановлення COSTAR на телескоп необхідно було демонтувати один з приладів, і вчені ухвалили рішення пожертвувати високошвидкісним фотометром.
Протягом перших трьох років роботи, до встановлення коригувальних пристроїв телескоп здійснив велику кількість спостережень. Зокрема, дефект не дуже впливав на спектроскопічні виміри. Незважаючи на скасовані через дефект експерименти, було отримано безліч важливих наукових результатів, зокрема, створено нові алгоритми поліпшення якості зображень за допомогою деконволюції.

## Технічне обслуговування телескопа
Обслуговування «Габбла» здійснюється під час виходів у відкритий космос з космічних кораблів багаторазового використання типу «Спейс Шатл». Всього було здійснено чотири експедиції з обслуговування телескопа. Під час місій до «Габбла» загалом астронавти провели в космосі 57 днів, 15 годин, 48 хвилин і 8 секунд. Вони підтримували безперебійну роботу телескопа й оснащували його все більш потужними інструментами.

### Перша експедиція

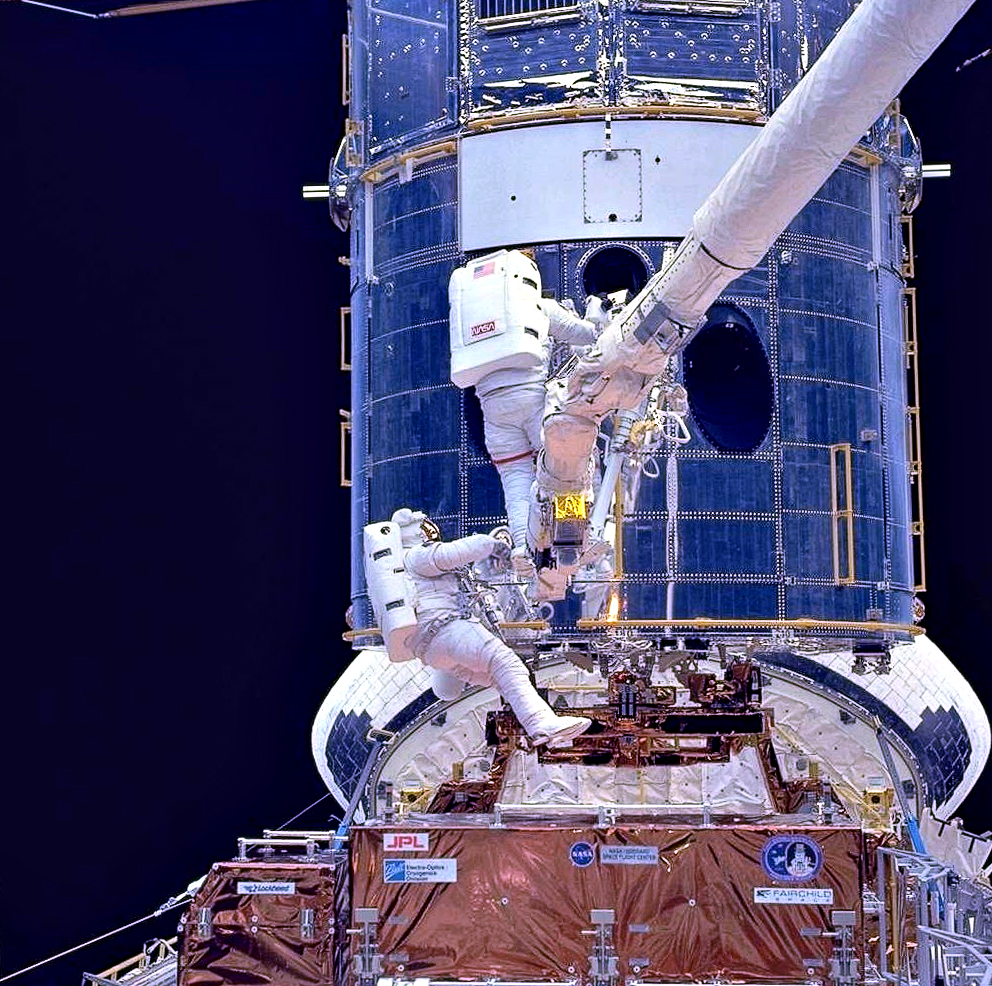
Роботи на телескопі під час першої експедиції

Через виявлений дефект дзеркала значення першої експедиції з обслуговування було особливим, оскільки вона мала встановити на телескоп коригувальну оптику. Політ «Індевор» STS-61 відбувся 2-13 грудня 1993 року, роботи на телескопі продовжувалися протягом десяти днів. Експедиція була однією з найскладніших за всю історію, протягом неї було здійснено п'ять тривалих виходів до відкритого космосу.
Високошвидкісний фотометр було замінено на систему оптичної корекції, ширококутну і планетарну камеру було замінено на нову модель (англ. Wide Field and Planetary Camera 2 (WFPC2)) із системою внутрішньої корекції.
Окрім того, було замінено сонячні батареї і системи керування рушіями батарей, чотири гіроскопи системи наведення, два магнетометри, оновлено бортовий обчислювальний комплекс. Також було здійснено корекцію орбіти, необхідну через втрату висоти внаслідок тертя об повітря під час руху у верхніх шарах атмосфери.
31 січня 1994 року NASA оголосило про успіх місії і продемонструвало перші знімки значно вищої якості. Успішне завершення експедиції було великим досягненням як для NASA, так і для астрономів, які отримали в своє розпорядження повноцінний інструмент.

### Друга експедиція
Друге технічне обслуговування було здійснено 11-21 лютого 1997 року, в рамках місії «Дискавері» STS-82. Спектрограф Годдарда і Спектрограф тьмяних об'єктів було замінено на Реєструвальний спектрограф космічного телескопа (англ. Space Telescope Imaging Spectrograph (STIS)) і Камеру та мультиоб'єктний спектрометр ближнього інфрачервоного діапазону (англ. Near Infrared Camera and Multi-Object Spectrometer (NICMOS)). Було також замінено бортовий реєстратор, зроблено ремонт теплоізоляції та виконано корекцію орбіти.

### Третя експедиція (А)
Експедиція 3А («Дискавері» STS-103) відбулася 19-27 грудня 1999 року, після того, як було ухвалено рішення про дострокове проведення частини робіт за програмою третього сервісного обслуговування. Це було викликано тим, що вийшли з ладу три з шести гіроскопів системи наведення. Четвертий гіроскоп відмовив за декілька тижнів до польоту, зробивши телескоп непридатним для спостережень. Експедиція замінила всі шість гіроскопів, датчик точного наведення і бортовий комп'ютер. Новий комп'ютер містив процесор Intel 80486 особливого виробництва — із підвищеною стійкістю до радіації. Це дозволило за допомогою бортового комплексу здійснювати частину обчислень, що раніше виконувалися на Землі.

### Третя експедиція (B)

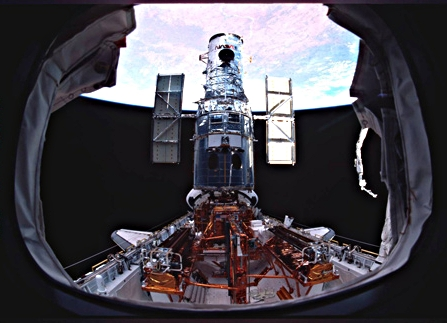
«Габбл» у вантажному відсіку шатла перед поверненням на орбіту, на тлі Землі, що сходить. Експедиція STS-109.

Експедицію 3В (четверта місія) було здійснено 1-12 березня 2002 року, політ «Колумбії» STS-109. Протягом експедиції Камеру знімання тьмяних об'єктів було замінено на Вдосконалену оглядову камеру (англ. Advanced Camera for Surveys (ACS)), і відновлено функціонування Камери і спектрометра ближнього інфрачервоного діапазону (NICMOS), в системі охолодження яких 1999 року скінчився рідкий азот.
Було вдруге замінено сонячні батареї. Нові панелі були на третину меншими за площею (що значно зменшило втрати на тертя в атмосфері), але виробляли на 30 % більше енергії, завдяки чому стала можливою одночасна робота всіх приладів, встановлених на борту обсерваторії. Також було замінено вузол розподілу енергії, що вимагало повного вимкнення електроживлення на борту — вперше з часу запуску.
Здійснені роботи істотно розширили можливості телескопа. Два введені в дію прилади, ACS і NICMOS, дозволили отримати зображення глибокого космосу.

### Четверта експедиція
Чергову експедицію з обслуговування з метою заміни акумуляторів і гіроскопів, а також встановлення нових вдосконалених інструментів, було призначено на лютий 2005 року, але після катастрофи космічного корабля «Колумбія» 1 березня 2003 було відкладено на невизначений термін, що поставило під загрозу подальшу роботу «Габбла». Навіть після відновлення польотів шатлів, місію було скасовано, оскільки було ухвалено рішення, що кожен човник, що прямує в космос, повинен мати можливість дістатися МКС у разі виявлення несправностей. Проте, через велику різницю в нахилі та висоті орбіт, шатл не може вийти на орбіту станції після відвідин телескопа.
Під тиском Конгресу і громадськості, що вимагали заходів з порятунку телескопа, 29 січня 2004, Шон О'Кіф (англ. Sean OKeefe), що був тоді адміністратором NASA, оголосив, що вивчить рішення про скасування експедиції до телескопа ще раз.
13 липня 2004 року, офіційна комісія Академії наук США ухвалила рекомендацію, що телескоп має бути збережено, попри очевидний ризик.
11 серпня того ж року О'Кіф доручив Центру Годдарда підготувати детальні пропозиції про обслуговування телескопа за допомогою робота. Після вивчення цей план було визнано «технічно нездійсненним».
31 жовтня 2006 року новим адміністратором NASA Майклом Гріффіном було офіційно оголошено про підготовку останньої місії з ремонту й модернізації телескопа.  Експедицію до телескопа було призначено на середину 2008 року, її тривалість — 11 днів. 
На борту була низка несправностей, усунути які без відвідин телескопа було неможливо:
- 3 серпня 2004 року відмовила резервна система живлення Реєструвального спектрометра (основна вийшла з ладу ще в травні 2001), прилад перебував у неробочому стані
- Із шести гіроскопів системи орієнтації працювали лише чотири, і з 31 серпня 2005 року телескоп було переведено в режим орієнтації на двох гіроскопах, два залишалися в резерві. У нормальному режимі використовуються три гіроскопи, у разі орієнтації на двох зону огляду обмежено, а точне наведення ускладнене.
- 29 січня 2007 року вийшла з ладу резервна система живлення Вдосконаленої оглядової камери. Основна система була частково несправна з 2006 року. Перемикання на неї було можливим, але камера працювала лише в ультрафіолетовому діапазоні.

Місія «Атлантіса» STS-125 почалася 11 травня 2009 року, коли космічний човник стартував із космодрому на мисі Канаверал у штаті Флорида. На борту корабля перебував екіпаж із 7 астронавтів. Як рятувальний корабель було підготовлено і встановлено на стартову позицію шатл «Дискавері».
Протягом місії астронавти «Атлантіса» п'ять разів виходили до відкритого космосу і виконали всі поставлені перед ними завдання. Вони встановили на телескоп новий стикувальний пристрій; встановили нову камеру Wide Field Camera 3, яка є основним робочим інструментом телескопа, і замінили Wide Field Planetary Camera 2, що експлуатувалася протягом 16 років. Крім того, астронавти замінили комп'ютерну систему обробки й передачі даних телескопа, що відповідає за роботу всіх компонентів «Габбла» і передачу даних з телескопа на Землю; частково відремонтували основну камеру (Advanced Camera for Surveys), обладнали «Габбл» Чутливим ультрафіолетовим спектрографом (Cosmic Origins Spectrograph), замінили гіроскопи й акумулятори телескопа, встановили новий сенсор для орієнтації апарата в просторі та нове захисне покриття для телескопа.
Що стосується телескопа у цілому, то за результатами здійснених четвертою експедицією робіт термін його роботи було збільшено на 5-10 років. Передбачалося, що «Габбл» працюватиме на орбіті до 2013 року, коли його мав змінити космічний телескоп «Джеймс Вебб», після чого «Габбл» буде затоплено в Тихому океані. Інших ремонтних місій для нього не планується.

## Технічні дані

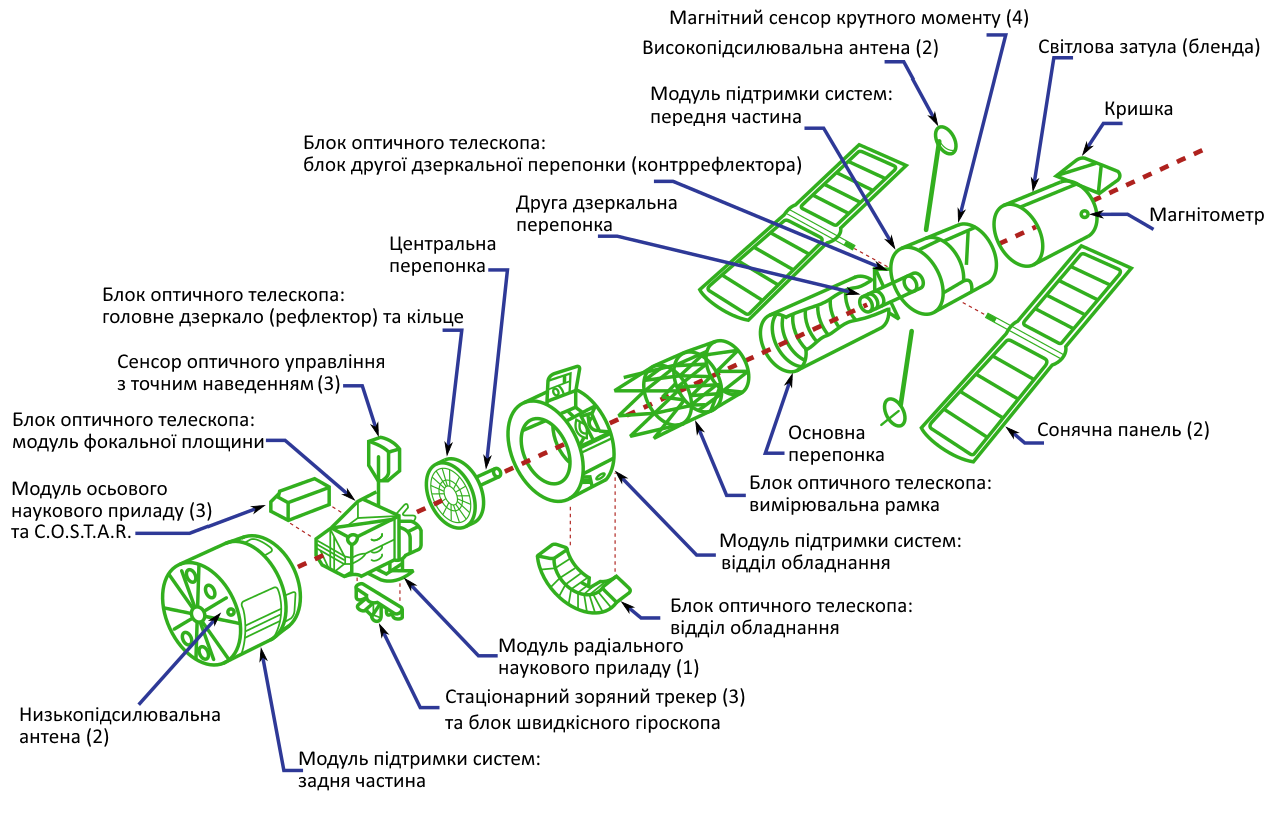
Загальна будова телескопа Hubble

### Параметри орбіти
- Апогей: 566 км
- Перигей: 561 км
- Період обертання: 96,2 хв[30]

### Космічний апарат
- Довжина космічного апарата — 13,3 м
- Діаметр — 4,3 м
- Діаметр головного дзеркала — 2,4 м
- Дві сонячні панелі мають розміри 2,6×7,1 м
- Маса 11 000 кг (із встановленими приладами близько 12 500 кг)

## Досягнення

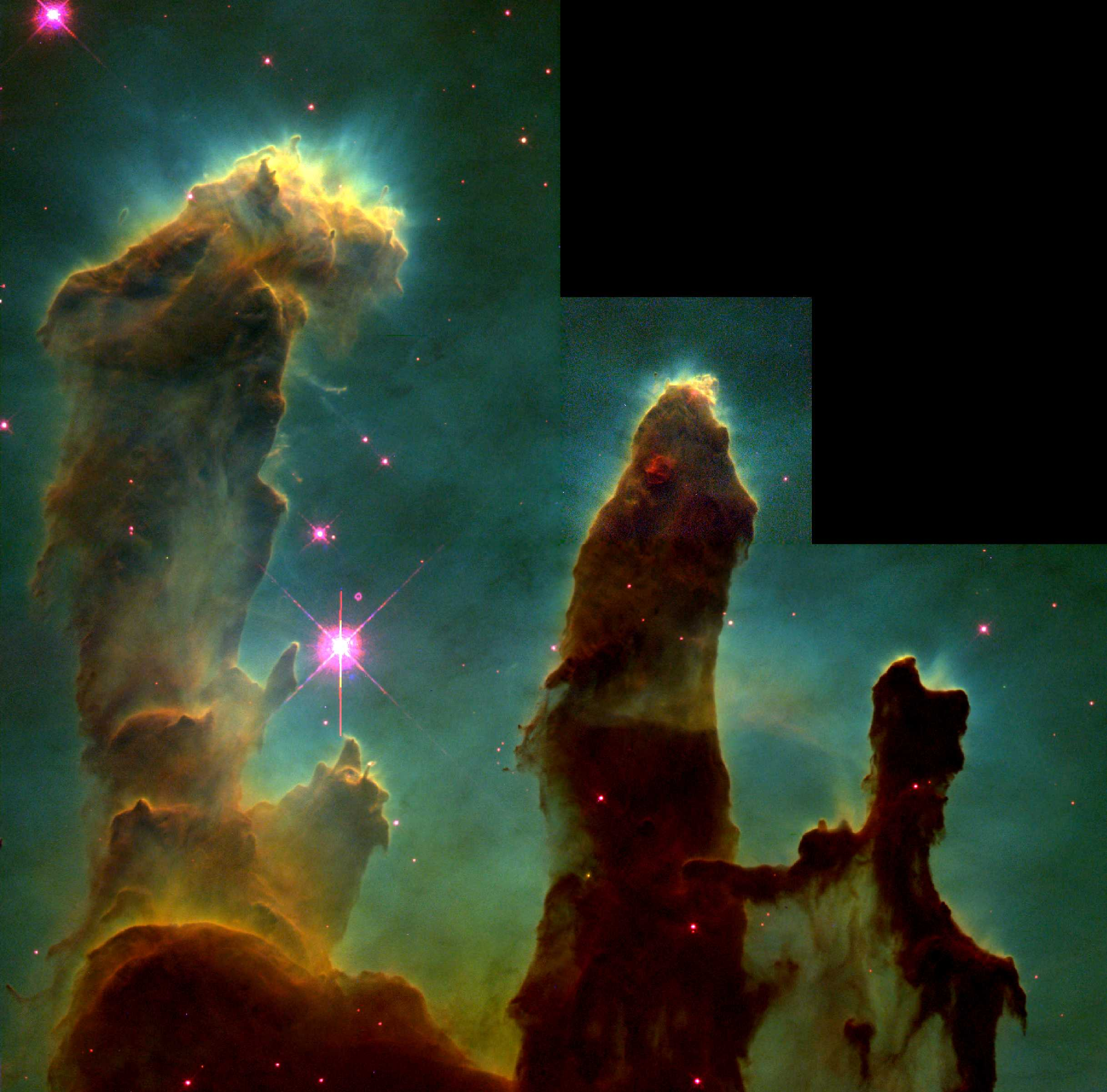
«Стовпи творіння», один з найвідоміших знімків, отриманих телескопом. Народження молодих зір у Туманності Орла

За 15 років роботи на навколоземній орбіті «Габбл» отримав 700 тисяч зображень 22 тисяч небесних об'єктів — зір, туманностей, галактик, планет. Потік даних, які він щоденно генерує в процесі спостережень, становить близько 15 Гб. Загальний їхній обсяг, накопичений за весь час роботи телескопа, перевищує 20 терабайт. Близько 4000 астрономів дістали можливість застосовувати його для спостережень, опубліковано близько 4000 статей у наукових журналах. Встановлено, що в середньому індекс цитування астрономічних статей, заснованих на даних телескопа, удвічі вищий, ніж статей, заснованих на інших даних. Щорічно у списку 200 найцитованіших статей не менше 10 % посідають роботи, виконані на основі матеріалів «Габбла». Нульовий індекс цитування мають у цілому близько 30 % публікацій з астрономії і лише 2 % публікацій, виконаних за допомогою космічного телескопа.
Проте ціна, яку доводиться платити за досягнення «Габбла», вельми висока: спеціальне дослідження, присвячене вивченню впливу на розвиток астрономії телескопів різних типів, встановило, що хоча публікації, виконані за допомогою орбітального телескопа, мають сумарний індекс цитування в 15 разів більший, ніж у наземного рефлектора з 4-метровим дзеркалом, утримання орбітального телескопа понад 100 раз дорожче.

### Найзначніші спостереження

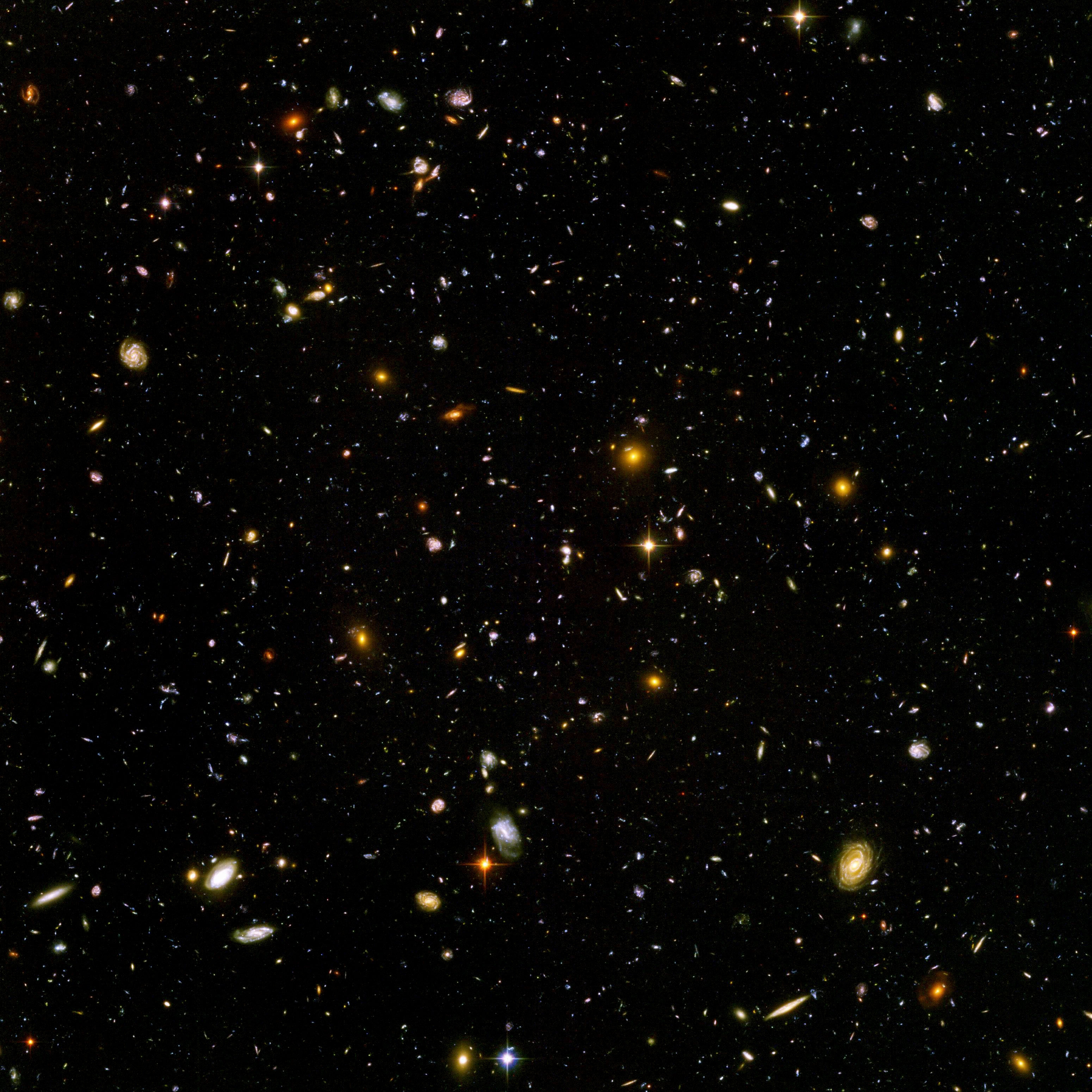
На зображенні, отриманому за програмою Hubble Ultra Deep Field, видно сотні галактик, найчервоніші і тьмяніші утворилися всього через 800 млн років після Великого Вибуху

- За допомогою вимірювання відстані до цефеїд у скупченні Діви було уточнено значення сталої Габбла. До спостережень орбітального телескопа похибка визначення сталої оцінювалася в 50 %, спостереження дозволили підвищити точність до 10 %.
- Вперше отримано карти поверхні Плутона і Ериди.
- Вперше спостерігалися ультрафіолетові полярні сяйва на Сатурні[33], Юпітері і Ганімеді.
- Отримано додаткові дані (зокрема, спектрометричні) про планети поза сонячною системою.
- Знайдено велику кількість протопланетних дисків навколо зір у Туманності Оріона[34].
- Доведено, що процес формування планет відбувається у більшості зір Чумацького Шляху.
- Частково підтверджено теорію про надмасивні чорні діри в центрах галактик, на основі спостережень висунуто гіпотезу, що пов'язує масу чорних дір із властивостями галактики.
- За наслідками спостережень квазарів побудовано сучасну космологічну модель: Всесвіт розширюється з прискоренням і заповнений темною енергією, уточнено вік Всесвіту — 13,7 млрд років.
- Виявлено еквіваленти гамма-спалахів в оптичному діапазоні (1995 р).
- 2004 року було сфотографовано ділянку, розміром одну тридцятимільйонну частину площі неба (Hubble Ultra Deep Field), з ефективною витримкою близько 106 секунд (11,3 діб). Отримане зображення містить декілька тисяч тьмяних галактик, що дозволило продовжити вивчення віддалених галактик аж до епохи утворення перших зір. Вперше було отримано зображення протогалактик, перших згустків матерії, які сформувалися менш ніж через мільярд років після Великого Вибуху. Порівняння цієї ділянки з другою, розташованою в іншій частині неба (Hubble South Deep Field), підтвердило гіпотезу про ізотропію Всесвіту.
- Відкрито понад 1500 нових галактик, серед них GN-z11 — найвіддаленіший з відомих об'єктів у Всесвіті (за станом на березень 2016 року)[35] [36].
- Створено найбільше панорамне фотозображення галактики М31, розміри якого становлять 2,5 млрд пікселів[37][38].

### Уточнення сталої Габбла
Астрономи виконали найточніше на сьогодні обчислення сталої Габбла — величини, що характеризує залежність швидкості віддалення об'єкта від його відстані до спостерігача. Роботу астрофізиків опубліковано в журналі The Astrophysical Journal.
У цьому дослідженні учені вивчали близько 240 цефеїд у семи галактиках. На першому етапі вони обчислили середню світність цефеїд у галактиці NGC 4258. Для цього їм знадобилася видима зоряна величина цих об'єктів, а також відстань до цієї галактики, яка була відома зі спостережень NGC 4258 за допомогою радіотелескопів.
Цефеїди — це змінні зорі, які відзначаються відомою залежністю між періодом коливання та світністю. Спостерігаючи перший показник, астрономи можуть визначити другий. Порівнюючи світність із видимою зоряною величиною вчені здатні обчислити відстань до цефеїди. Саме цим методом скористалися дослідники для обчислення відстаней до решти шести галактик за видимими в них цефеїдами.
Нарешті, отримані відстані було застосовано для калібрування даних спостережень наднових типу Ia (зокрема, залежності їхньої світності від часу), спалахи яких незадовго до того спостерігалися саме в цих скупченнях. Отримані дані про світність наднових вчені застосували для визначення відстаней до ще віддаленіших зоряних скупчень, у яких теж спостерігалися наднові. Обчисливши відстань, а також вимірявши червоний зсув у їхньому спектрі випромінювання, який визначає швидкість віддалення, астрофізики обчислили нове значення сталої Габбла.
Виявилося, що вона дорівнює 74,2 (±3,6) км/сек на один мегапарсек. Наприклад, це означає, що об'єкт, розташований на відстані 10 мегапарсеків (близько 33 мільйонів світлових років) від Землі, має віддалятися зі швидкістю близько 742 км/с (±36 км/с).
Спеціально для досягнення такої точності всі вимірювання здійснювалися за допомогою одного приладу — телескопа «Габбл». Це було зроблено, щоб зменшити систематичну похибку, яка виникає в результаті вимірювань, зроблених кількома приладами. Окрім того, спостереження здійснювалися в діапазоні хвиль, близькому до інфрачервоного, оскільки випадкові відхилення коливань світності цефеїд мінімальні саме в цьому діапазоні.

## Доступ до телескопа
Будь-яка людина або організація може подати заявку на роботу з телескопом, не існує обмежень за національною або академічною належністю. Конкуренція за час спостережень дуже висока, зазвичай сумарно запитаний час у 6—9 разів перевищує реально доступний.
Конкурс заявок на спостереження оголошується приблизно раз на рік. Заявки поділяються на кілька категорій:
- Звичайні спостереження (англ. General observer). До цієї категорії потрапляє більшість заявок, що вимагають звичайної процедури й тривалості спостережень
- Бліцспостереження (англ. Snapshot observations) для тих спостережень, що вимагають не більше 45 хвилин (включаючи час наведення телескопа). Вони дозволяють заповнити паузи між звичайними спостереженнями
- Термінові спостереження (англ. Target of Opportunity), для вивчення явищ, які можна спостерігати протягом обмеженого, заздалегідь відомого проміжку часу.

Крім того, 10 % часу спостережень залишається в так званому «резерві директора інституту космічного телескопа». Астрономи можуть подати заявку на використання резерву в будь-який час, зазвичай він використовується для спостережень незапланованих короткострокових явищ, таких, як спалахи наднових. Знімання глибокого космосу за програмами Hubble Deep Field і Hubble Ultra Deep Field також було здійснено за рахунок директорського резерву.
Протягом перших декількох років частина часу з резерву виділялася астрономам-аматорам. Їхні заявки розглядалися комітетом, що складався з видатних астрономів-непрофесіоналів. Основними вимогами до заявки були оригінальність дослідження і тема, що не збігалася з поданими запитами професійних астрономів. У цілому в період між 1990 і 1997 роком було здійснено 13 спостережень за програмами, які запропонували аматори. Надалі, через скорочення бюджету інституту, надання часу нефахівцям було припинено.

## Планування спостережень
Планування спостережень є надзвичайно складним завданням, оскільки необхідно враховувати вплив багатьох чинників:
- Телескоп перебуває на низькій орбіті, що необхідно для забезпечення обслуговування, і значну частину астрономічних об'єктів затінено Землею трохи менше половини часу обертання. Існує так звана «зона тривалої видимості» (у напрямку приблизно 90° до площини орбіти), однак через прецесію орбіти цей напрям змінюється з восьмитижневим періодом.
- Через підвищений рівень радіації спостереження неможливі, коли телескоп пролітає над Південно-Атлантичною аномалією.
- Мінімальне відхилення від Сонця становить 45°, щоб запобігти потраплянню прямого сонячного світла до оптичної системи, що, зокрема, робить неможливими спостереження Меркурія; прямі спостереження Місяця і Землі припустимі при відключених датчиках точного наведення.
- Оскільки орбіта телескопа пролягає у верхніх шарах атмосфери, щільність яких змінюється із часом, неможливо точно передбачити розташування телескопа. Помилка шеститижневого прогнозу може складати до 4 тис. кілометрів. У зв'язку з цим точний розклад спостережень складається всього на декілька днів наперед, щоб уникнути ситуації, коли обраний для спостереження об'єкт у призначений час буде невидимим.

## Передача, зберігання й обробка даних

### Передача на Землю
Дані «Габбла» спочатку накопичуються на борту. На час запуску для цього застосовувалися котушкові магнітофони, протягом експедицій 2 та 3А їх було замінено на твердотілі диски. Потім, через систему комунікаційних супутників TDRS, дані передають до Центру Годдарда. Бортове обладнання розраховано на передавання даних зі швидкістю 1 Мбіт/с.

### Архівація і доступ до даних
Протягом першого року з моменту отримання дані надаються тільки основному дослідникові (заявнику спостереження), а потім розміщуються в архіві з вільним доступом. Дослідник може подати прохання про скорочення або збільшення річного терміну.
Спостереження, здійснені за рахунок часу з резерву директора, стають суспільним надбанням негайно, як і допоміжні та технічні дані.
Дані в архіві зберігаються у форматі FITS, зручному для астрономічного аналізу. Проєкт «Спадщина Габбла» публікує невелику, візуально найефектнішу частину даних у форматах TIFF і JPEG для широкого загалу.

### Аналіз і обробка інформації
Астрономічні дані, зняті з ПЗЗ-матриць приладів, мають пройти низку перетворень, перш ніж стануть придатними для аналізу. Інститут космічного телескопа розробив пакет програм для автоматичного перетворення й калібрування даних. Перетворення даних виконуються автоматично, за запитом. Через великий обсяг інформації і складність алгоритмів обробка може тривати добу і більше.
Астрономи можуть отримати також необроблені дані і виконати процедуру обробки самостійно, що зручно, коли процес перетворення відрізняється від стандартного.
Дані може бути оброблено за допомогою різних програм, але Інститут телескопа надає пакет STSDAS (Система аналізу наукових даних космічного телескопа, англ. Space Telescope Science Data Analysis System). Пакет містить всі необхідні для обробки даних програми, оптимізовані для роботи з інформацією «Габбла». Пакет працює як модуль популярної астрономічної програми IRAF.

## Зв'язки з громадськістю
Для проєкту космічного телескопа завжди було важливо привернути увагу й уяву широкого загалу, і, особливо, американських платників податків, що зробили найбільший внесок до фінансування «Габбла».
Одним з найважливіших для зв'язків із громадськістю є проєкт «Спадщина Габбла» (англ. The Hubble Heritage). Його завданням є публікація візуально та естетично найефектніших зображень, отриманих телескопом. Галереї проєкту містять не тільки оригінальні знімки, але й створені на їхній основі колажі та малюнки. Проєкту виділено невелику кількість часу спостережень для отримання повноцінних кольорових зображень об'єктів, фотографування яких у видимій частині спектра не потрібне для досліджень.
Крім того, Інститут космічного телескопа підтримує декілька вебсайтів із зображеннями і вичерпною інформацією про телескоп.
2000 року для координації зусиль різних відомств було створено Бюро зв'язків із громадськістю (англ. Office for Public Outreach).
У Європі з 1999 року зв'язками з громадськістю опікується Європейський інформаційний центр (англ. Hubble European Space Agency Information Centre (HEIC)), заснований Європейським координаційним центром космічного телескопа. Центр також відповідає за освітні програми ЄКА, пов'язані з телескопом.

## Габбл відсвяткував своє 20-річчя
24 квітня 2010 р. виповнилося 20 років від часу виведення космічного телескопа «Габбл» на навколоземну орбіту. З цього приводу NASA підготувало спеціальний фільм, де розповідається про найзначніші відкриття, що здійснено за допомогою телескопа «Габбл» протягом усього періоду його активної роботи. Особлива увага приділяється останньому відкриттю «Габблом» джерел зореутворення в туманності Кіля, де добре видно викиди газу з акреційного диску навколо протозорі.

## Перебої в діяльності
13 червня 2021 року, телескоп «Габбл» перестав працювати, фахівці NASA ніяк не могли повернути його до ладу. Після відключення комп'ютера телескопа «винуватцем» визнали 64-кілобайтний модуль пам'яті. 16 червня того ж року інженери спробували перевести телескоп на одне з резервних джерел, але «Габбл» так і не запустився, і перейшов у безпечний режим. До того космічний телескоп перебував на обслуговуванні в 2009 році. Аналогічного пристрою для подібної місії NASA не було. Представники NASA заявили, що доти, поки вони не виявлять причину поломки, прилади будуть перебувати в безпечному режимі. Якби полагодити телескоп не вдалося, він міг перетворитися на космічне сміття.
17 липня 2021 року фахівці NASA підключили резервне апаратне забезпечення. У повідомленні на сайті NASA було зазначено, що підключено резервні блоки живлення і керування, а також засоби форматування наукових даних до іншої сторони модуля наукового інструментарію, управління і обробки даних (SI C&DH). Окрім того, частину обладнання на борту було переключено до резервного модуля через альтернативні інтерфейси. Резервна система відновила роботу телескопу в нормальному режимі.
У листопаді 2021 року NASA повідомило, що роботу космічної обсерваторії продовжено до 30 червня 2026 року. На це додатково планували  витратити $215 млн.
19 листопада 2023 року через проблему з одним із трьох гіроскопів, телескоп перейшов у безпечний режим. Попри те, що операційна група успішно відновила телескоп, нестабільний гіроскоп змусив обсерваторію 21 листопада знову призупинити наукові роботи. Після повторного відновлення, 23 листопада 2023 року, телескоп увійшов у безпечний режим втретє. Зазначені гіроскопи на телескопі «Габбл» вимірюють швидкість повороту телескопа та є частиною системи, яка визначає, у якому напрямку спрямований телескоп. У безпечному режимі наукові роботи призупиняються і телескоп починає очікувати нових вказівок із Землі.
Роботу телескопа відновили 8 грудня.

## Спостереження після відновлення роботи
6 грудня 2021 року, телескоп «Габбл» сфотографував в сузір’ї Тукана спіральну галактику, яку вперше відкрили ще у 1835 році.
21 лютого 2022 року телескоп «Габбл» поділився черговим унікальним кадром: він сфотографував злиття трьох галактик. Галактика IC 2431, злиття яких зафіксував Hubble, розташовані на відстані 681 млн світлових років від нашої планети в сузір'ї Рака.
22 лютого 2022 року телескоп «Габбл» зробив фотографію взаємодії двох галактик у сузір'ї Пегас. NGC 7469 - спіральна галактика з перемичкою, яка перетинає її посередині. Водночас її супутником є IC 5283. Спіральна галактика також має надмасивну чорну діру і кільце зоряних скупчень.
19 червня 2023 року, фахівці Європейського космічного агентства (ESA) показали нове зображення кулястого скупчення NGC 6544 в сузір'ї Стрілець, яке отримано телескопом «Габбл». Нове зображення NGC 6544 складено зі знімків, зроблених двома інструментами космічної обсерваторії (камерами ACS та WFC3) під час двох окремих спостережних сесій. Метою першого зображення була візуальна ідентифікація розташованого всередині скупчення пульсара. Друге проводили для пошуку видимих аналогів об’єктів, виявлених на інших електромагнітних довжинах хвиль. Тільки замість пульсарів «Габбл» шукав аналоги слабких рентгенівських джерел з метою пояснення, як скупчення типу NGC 6544 змінюються з часом.
В липні 2023 року, телескоп «Габбл» побачив та зафіксував 37 валунів, які від'єдналися від поверхні астероїда Діморф, якому штучно змінили орбіту тараном у ході місії DART. Розібратися, саме звідки взялися валуни Діморфа, допоможе майбутня європейська місія HERA, у рамках якої на Діморф висадиться кубсат Juventas.

## Перспективи експлуатації телескопу
За останні місяці 2023 року та попередні роки, телескоп NASA Hubble, що перебуває на орбіті вже понад 30 років, зіткнувся з численними проблемами, включаючи відключення, спричинене несправністю комп’ютера корисного навантаження у 2021 році. Наразі Hubble продовжує період справної, продуктивної роботи на резервному комп’ютері, однак за нинішніх темпів падіння орбіти (висота орбіти Hubble впала приблизно на 30 км з моменту його запуску в 1990 році), експерти підрахували, що він зрештою повернеться в атмосферу Землі через атмосферний опір та згорить в нашій атмосфері в середині або наприкінці 2030-х років. Знаючи, що дні Hubble злічені, NASA в 2022 році опублікувало запит на інформацію (RFI), закликаючи приватний сектор розробити технологію і методологію, необхідну для повторного виведення Hubble на вищу орбіту. На даний час два стартапи, каліфорнійський Momentus Space і токійський Astroscale, об’єдналися, щоб запропонувати нове технологічне рішення для виведення Hubble на нову, більш високу, орбіту. Обидві компанії сподіваються запустити космічний буксир Vigoride на низьку навколоземну орбіту, який спробує підняти орбіту Hubble приблизно на 50 км, піднявши його вище від початкової орбіти, окрім того нова технологія з використанням водних рушіїв та створення водяної тяги дозволить видалити з телескопу будь-яке потенційно небезпечне сміття. Якщо їм це вдасться і обладнання телескопу витримає, Hubble зможе продовжити свою унікальну наукову багатоцільову орбітальну діяльність.
Відомо, що компанія SpaceX також запропонувала свої послуги з переміщення Hubble на вищу орбіту. В той же час, NASA зберігає в таємниці інформацію про решту компаній, які запропонували свої послуги з порятунку телескопа та може відмовитися від усіх запропонованих проєктів з його порятунку через те, що може вирішити, що Hubble вже вичерпав свій ресурс і йому настав час піти на спочинок.